# Bitstream Vera
Bitstream Vera è una famiglia di caratteri con una licenza d'uso libera.
È stata disegnata da Jim Lyles della Bitstream,
ed è basato sul disegno della famiglia Bitstream Prima, della quale Lyles era anche il responsabile.
È un tipo di caratteri TrueType con ottime istruzioni di hinting, ed è quindi attraente e leggibile sia quando è usato su monitor per computer, sia quando viene stampato.
Sebbene i font Vera contengano solo i simboli di punteggiatura comuni e l'alfabeto latino con qualche segno diacritico, la sua licenza permette — con qualche restrizione — di modificarlo e distribuire versioni derivate da esso, ed il progetto DejaVu sta espandendo il numero di glifi in modo da coprire tutte le lingue europee.
Bitstream Vera consiste complessivamente di dieci tipi di caratteri distinti:
Bitstream Vera Sansè un tipo di carattere senza grazie, disponibile anche nelle varianti grassetto, obliquo e grassetto obliquo;
Bitstream Vera Sans Monoè un tipo a spaziatura costante, disponibile anche nelle varianti grassetto, obliquo e grassetto obliquo;
Bitstream Vera Serifè un tipo di carattere con grazie, disponibile nella sola variante grassetto — le varianti oblique vengono generate in modo algoritmico.

## Esempi

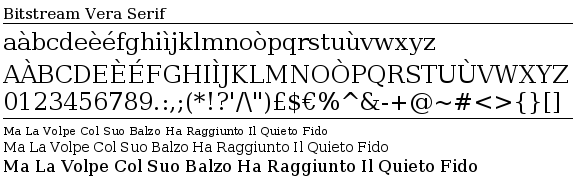
Il tipo Bitstream Vera Serif
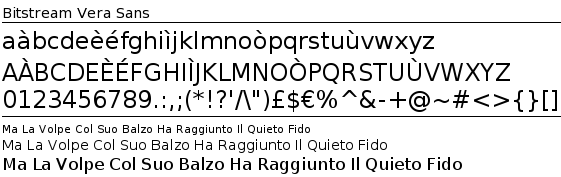
Il tipo Bitstream Vera Sans
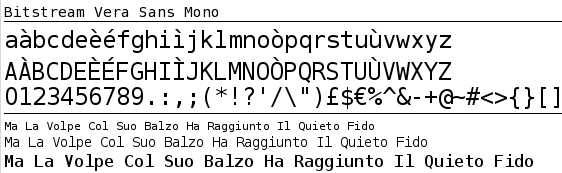
Il tipo Bitstream Vera Sans Mono